# Egidijus Vareikis
Egidijus Vareikis (* 26. März 1958 in Kaunas) ist ein litauischer Chemiker, Politologe und Politiker.

## Leben
Nach dem Abitur 1976 an der 7. Mittelschule Kaunas in Šančiai absolvierte er 1981 das Studium an der Fakultät für Chemie der Universität Vilnius und 1989 promovierte. 1990 belegte er Kurse in Journalismus an der Saint Paul University in Ottawa und der Marquette University in Milwaukee. 1993 absolvierte er des Hochschulinstitut für internationale Studien und Entwicklung in Genf. Von 1995 bis 2004 lehrte er an der Universität Kaunas und am Institut für Politikwissenschaften der Universität Vilnius, von 1997 bis 2000 Leiter des Lehrstuhls für Politologie. Von 2000 bis 2012 war er Mitglied des Seimas.
Er war Mitglied der Lietuvos krikščionių demokratų partija, Moderniųjų krikščionių demokratų sąjunga und der Liberalų ir centro sąjunga.  Seit 2020 ist er Mitglied der Krikščionių sąjunga. Ab 2004 war er Mitglied von Tėvynės sąjunga.

## Bibliografie
- Dinozaurėjanti Europa: emociniai – politiniai svarstymai. Vilnius: Strofa, 2002
- Tarptautinis ir nacionalinis saugumas. VDU leidykla, 2005